# 플라우투스
티투스 마키우스 플라우투스(이탈리아어: Titus Maccius Plautus, 기원전 254년~기원전 184년)는 로마의 희극작가이다. 움브리아에서 태어나 로마로 건너와서 그리스 신희극의 번안과 상연을 했다. 조잡하고 교양이 없는 일반 대중을 위해 그는 대담하게 자유스러운 원작의 변형(變形)·개작(改作)을 단행했다. 그리하여 고상한 교양을 요하는 부분을 삭제한다든지, 로마의 인정과 풍속제도를 삽입시키든지 하여 전체의 예술적 완성을 무시하면서까지 장면마다의 효과를 노렸다. 그가 장기로 한 것은 교묘한 줄거리 꾸미기, 성격의 다양성, 대담한 기지와 해학, 풍부한 패러디(parody), 대화의 긴장감과 리듬 등에서 특히 서민의 일상어를 자유로이 구사함으로써 발랄하고 템포가 빠른 대사를 만들어냈다. 작품은 21편이 현존한다.

## 작품 세계
그는 배우로서 활약하는 한편 130편의 희극을 창작, 그 가운데 문학자 와로가 선정한 21편이 후세에 전해졌다. 역(役)은 메난드로스, 필레몬, 디피로스 등 신희극(新喜劇) 작가의 작품을 번안한 것이었으나, 결코 모방으로 끝난 것이 아니라 자유롭게 개안하여, 새로운 장면이나 정황을 만들어내는 재능에 있어서는 감히 따를 사람이 없었다. 대부분의 작품들이 비슷한 그리스 희곡에서 영감받았으나 로마의 실정에 맞추어 새로이 쓰여졌다고 평가받는다. 그의 작품은 일정한 패턴을 두고 반복되는 경향이 있으며, 개개의 등장 인물들 또한 비슷하다.
주인공으로는 사랑에 빠진 높은 신분의 젊은이가 주로 등장하며 매춘부이나 실은 어릴 때 납치된 귀족 가문의 여식임이 밝혀지는 여주인공 또한 흔히 등장한다. 작품 내에서는 로마시대 전통적으로 요구되던 도덕 관념을 전면으로 뒤집은 등장 인물들이 나타나 해학적인 웃음을 준다. 아버지가 아들의 연적이 되는 상황이나, 어머니가 아버지를 타박하는 장면 등에서 전통적인 역할의 전복으로 인한 웃음을 자아낸다.
남이탈리아와 그리스 희극에서 힌트를 얻어 신희극을 개작하거나 '아테라나극'의 진부한 역할에 신선한 웃음을 주고 눈물을 흘리게 한다. 이와 같은 줄거리나 역할은 어느 정도 종래의 것에 의존하고 있으나 플라우투스가 대사에서 구사하는 라틴어는 그 자신이 자랑하고 있듯이 그의 독창이며, 오랜 라틴어 고유의 자연스런 리듬이나 액센트를 그르침이 없이 자유롭게 살리면서 강렬한 운문을 만들어낸다. 또 그와 같은 언어의 음악이 노래가 되고 기악(器樂)과 혼합하는 곳에 극으로서의 팽창을 볼 수 있다.
그리스극과 같은 합창대는 없어도 극의 요소마다 수많은 여러 가지 율형(律形)의 노래가 삽입되어 있어 이탈리아 고유의 음악과 언어가 매우 효과적인 구실을 한다. 이와 같은 음악극(cantica)은 플라우투스에게는 있고 테렌티우스에게는 없는 가장 큰 특징이다. 그의 작품의 상연에서는 무대와 객석이 구분되지 않았다. 플라우투스의 극작에는 메난드로스와 같은 완숙기의 섬세성은 결여되어 있으나 신희극과 남이탈리아의 희극적 요소, 그리고 옛 에트루리아를 거쳐 이탈리아의 제사(祭祀)를 융합한 음악적 요소가 작자의 창조력과 활발한 재기로써 힘찬 희극예술을 탄생시켰던 것이다.

## 작품
- 포로

## 같이 보기
- 연극의 역사
- 메난드로스
- 몰리에르
- 제2차 포에니 전쟁
- 푸블리우스 테렌티우스 아페르
- 고대 로마의 연극